# Mito (Concepción)
Mito es una localidad de la provincia de Concepción,  en el departamento de Junín, República del Perú. Capital del Distrito de Mito. Sus límites son: por el norte con el Distrito de Sincos; por el sur con el Distrito de Orcotuna; por el este con el Río Mantaro y; por el oeste con el distrito de Aco.

## Toponimia
Su nombre castellanizado procede del vocablo quechua mitu, que nombra en la lengua vernácula a arcilla, greda.

## Historia
Durante el Imperio de los Incas, MITO fue una Comarca Wanka que se encontraba asentada en el cerro "Viñac", frente al barrio Junín y es el Inca Cápac Yupanqui quien sometió a los antiguos miteños a la autoridad del Inca y señor del Tahuantinsuyo.
Durante el Virreinato, Mito fue cabeza de parroquia con una gran extensión territorial que abarcaba por el norte hasta Muquiyauyo (inclusive), por el sur limitaba con Chongos, por el Este con las orillas del Mantaro y por el oeste colindaba con Yauyos, incluyendo las haciendas de "Consac" y "Hatunhuasi"; superficie territorial con que pasa a ser distrito en 1821.
Fue creado como distrito durante el protectorado del Libertador Simón Bolívar, según su Reglamento Provisorio del 2 de diciembre de 1821. Su primer Alcalde Ordinario fue Alejandro Napaico y el párroco de la Doctrina, Gaspar de Ugarte.
Según Ley del 2 de enero de 1857, en el gobierno del Presidente Ramón Castilla, después de 36 años, se crean los Distritos de Sincos, Orcotuna y Sicaya; en diciembre de 1917 se crea el distrito de Aco; en noviembre de 1941 se crea el Distrito de Chambará; en enero de 1953 el pueblo de Llacuas - Huachac se eleva a la categoría de distrito con el nombre de Manzanares y los límites de Mito se fueron reduciendo.
En el pueblo de la Ascensión del Señor de Mito se asentaron los españoles que al unirse a los indígenas ocasionaron el mestizaje existente en nuestros días.

## Geografía
Mito está situado en recodo del Río Mantaro a 3 286 metros sobre el nivel del mar; sus coordenadas geodésicas son 11º 56' 04" de latitud Sur y a 75- 20' 13" de longitud Oeste. 
Con una superficie aproximada 25 210 m² cuenta con una población aproximada de 1 476 hab. (censo 2006) 

## Topografía
El lado occidental del pueblo se encuentra rodeado de una cadena de cerros hábilmente cultivados; de norte a sur son: Tulo, Viñac, Santa Inés, San Cristóbal y alhuayjí que dan origen a las quebradas Tunrío, Vetas, Viñac, Ayán Chico, Ayán Grande y el Puquio de la Virgen, quebradas donde existen manantiales que abastecen de agua a sus pobladores y a las huertas familiares.

## Clima
El clima es frío y seco en los meses de abril a noviembre; lluvioso de diciembre a marzo; la temperatura promedio es de 15 grados C a 20- C- Las lluvias son fuertes acompañadas de tempestades truenos y algunas veces granizadas.
El verano o sequía es acompañado de heladas por las noches prolongándose algunas veces hasta las mañanas. El clima es considerado como el más saludable de la región.

## Transportes y comunicaciones
La carretera central Lima a Huancayo que transitan ómnibus y automóviles a 8 horas de viaje. Mito de la ciudad de Huancayo esta a solo 30 minutos de viaje. Mito de Concepción está a 5 minutos en carro.
Esporádicamente existen vuelos en aviones de fuselaje mediano que aterrizan en el aeródromo de Jauja y desde allí por la carretera central a Mito en 30 minutos.
El distrito dispone de casetas telefónicas comunales que permiten el enlace con el resto del país. Se utiliza mayormente el teléfono inalámbrico en las casas del pueblo.

## Patrimonio
- Monumento colonial: La Iglesia de MITO fue construida en 1540 a la llegada de los frailes franciscanos. En su interior luce el estilo barroco en sus altares; nuestro templo tuvo mucha importancia por encontrarse cerca de Jauja, capital del Virreinato.